# Stazione di Hotarugaike
La stazione di Hotarugaike (蛍池駅?, Hotarugaike-eki) è una stazione delle Ferrovie Hankyū sulla linea Takarazuka situata nell'omonima città. Qui è possibile interscambiare con la Monorotaia di Ōsaka, in direzione Aeroporto o Kadomashi.